# Angelica grayi
Angelica grayi là một loài thực vật có hoa trong họ Hoa tán. Loài này được (J.M.Coult. & Rose) J.M.Coult. & Rose mô tả khoa học đầu tiên năm 1900.